# Roșia de Secaș, Alba
Roșia de Secaș (în dialectul săsesc Ritkirch, în germană Rothkirchen, Rothkirch, în maghiară Székásveresegyháza, Szászveresegyháza, Székesegyház, Veresegyháza) este satul de reședință al comunei cu același nume din județul Alba, Transilvania, România.

## Imagini

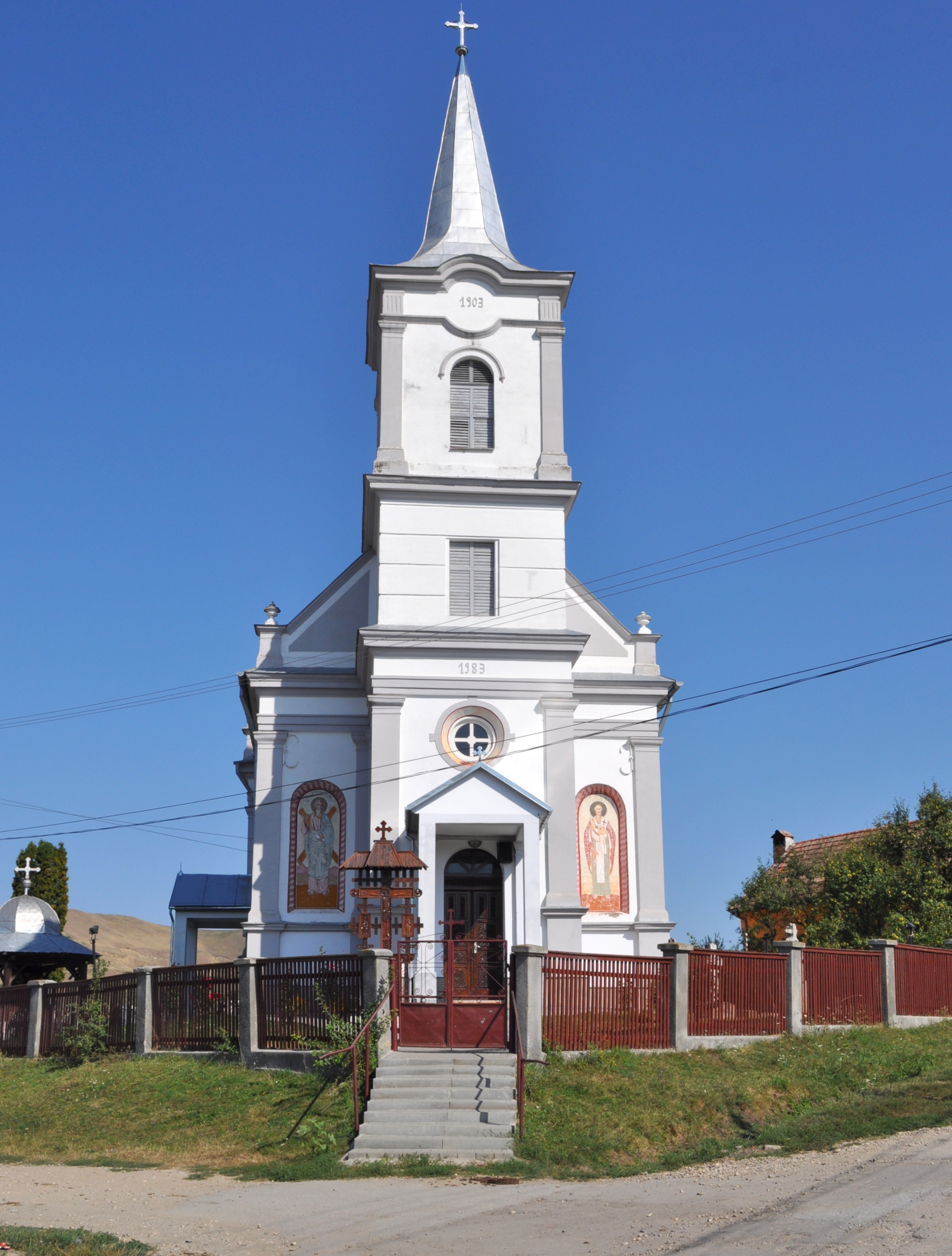